# Viktorija (Avstralija)
Viktorija (izvirno angleško Victoria) je druga najmanjša zvezna država Avstralije s površino 227.600 km2 in je najgosteje poseljena. Poimenovana je po britanski kraljici Viktoriji. Njeno glavno mesto je Melbourne.